# بيريف إيه -60
بيريف إيه -60 (بالإنجليزية: Beriev A-60)‏ هي طائرة من صناعة بيريف. كان أول طيران لها في 19 أغسطس 1981.